# Spiloconis maculata
Spiloconis maculata är en insektsart som först beskrevs av Günther Enderlein 1906.  Spiloconis maculata ingår i släktet Spiloconis och familjen vaxsländor. Inga underarter finns listade i Catalogue of Life.